# Hujia
Hujia (chino: 胡笳; mongol: 冒顿朝尔, o simple 朝尔) es un instrumento musical tradicional mongol de la familia de la flauta utilizado para entonar el estilo Xöömej. 
La obra "Dieciocho melodías de una flauta nómade" fue adaptada de una melodía Hujia durante la dinastía Han. 
Se originó en un antiguo pueblo nómade, en la actualidad es una parte importante del arte Chaoer entre los mongoles junto con el Morin huur, Xinagan Chuur y Sihu.